# Jozef Peeters (kunstenaar)
Josephus Henricus (Jozef) Peeters (Antwerpen, 24 juli 1895 – 10 september 1960) was een Belgisch graficus en schilder. Hij wordt beschouwd als een van de eerste Belgische abstracte kunstenaars.
Hij was zoon van Henricus Camillus Peeters en Paulina Albertina Henrica Beruck. Zelf trouwde hij met Pelagia Pruym. 
In 1913 bezocht hij korte tijd de Koninklijke Academie voor Schone Kunsten van Antwerpen, maar hij was vooral geïnteresseerd in zijn eigen experimenten. In 1914 begon hij luministische landschappen en portretten te schilderen. Tussen 1915 en 1917 maakte hij symbolistisch werk geïnspireerd door de theosofie.
In 1918 leerde hij Filippo Marinetti kennen, die hem overhaalde om zich aan te sluiten bij de futuristische beweging. Met Edmond Van Dooren en Jan Cockx stichtte Peeters in september 1918 de groep Moderne kunst. Deze groep kreeg contacten met de galerie Der Sturm in Berlijn. De groep organiseerde drie kunstcongressen met tentoonstellingen.
In 1920 presenteerde Jozef Peeters zijn eerste abstracte schilderij. Het jaar daarop publiceerde hij zijn eerste album met zes linosneden. Hij ontwierp het interieur en de meubels van zijn appartement met atelier aan de De Gerlachekaai te Antwerpen, nu een museum. Tussen 1925 en 1955 schilderde hij niet, zijn vrouw werd kostwinnaar in het onderwijs. Na haar overlijden inspireerden Antwerpse (kunst-)vrienden hem de draad als kunstschilder weer op te pakken, aldus dochter Godelieve. Hij overleed 10 september 1960 in het Stuivenberggasthuis te Antwerpen.
In 1995 werd een retrospectieve van zijn werk georganiseerd in het Provinciaal Museum voor Moderne Kunst in Oostende.
In 2020 verscheen de documentaire In de schaduw van Jozef Peeters van filmmaker Ritchie Vermeire.